# Казачий стан (пещера)
Казачий стан (также «Пугачёвская», «Лисья», «Кичигинская», «Большая Коелгская») — двухуровневая пещера в Увельском районе Челябинской области, образованная карстовыми явлениями. Пещера находится в 2,13 км по прямой южнее устья реки Сухарыш в карстовом логу Казачий стан.

## История изучения
Первые сведения о проявлении здесь осадочных пород и наличии пещер встречаются в трудах учёных и естествоиспытателей середины – второй половины XVIII в.: П. И. Рычкова, руководителей Оренбургских отрядов Академических экспедиций П. С. Палласа, И. И. Лепёхина, И. П. Фалька, И. И. Георги. Именно они впервые посещают и кратко описывают пещеру Казачий стан.  
Пётр Иванович Рычков в «Топографии Оренбургской» даёт небольшое описание пещере:  
Ниже той крепости по течению на правой стороне, расстоянием например в 10 верстах по дороге в крепость Кичигину, находятся пещеры, кои сверху невидимы, ибо на ровной степи знать только одну яму; но как в неё спуститься, находятся многие пещеры наподобие палат, из коих в одной и ключ водяной есть; сказывают, что тут прежде укрывались раскольники 
По словам Рычкова: 
В длину можно свободно в неё идти сажен до тридцати, а ширина и вышина на сажень. В конце оной, сказуют, яма небольшой окружности, но глубина неведома. Башкирцы объявляли, якобы они напредь сего в той пещере видывали змею чрезвычайной величины 
В августе 1770 года П.С. Паллас был проездом из Кичигинской станицы в село Коельское. В пути он отмечает, что окрестности "в семь мест дно состоит из известковых или гипсовых камней". Он указывает на наличие двух пещер, одна из которых именуется Кичигинской (Казачий стан), где ранее скрывались раскольники (старообрядцы) от "взысканий Грекороссийского духовенства" 

Исследовать пещеру был отправлен студент Н. Соколов, так как сам П.С. Паллас "за усилившеюся у меня глазною болезнью" выехать не смог: 
Одна из сих пещер лежит к востоку вниз по Увелке, 16 вёрст от села Коельского и только три сажени справа от дороги в крепость Карагайскую идущий, почему жители и называют её пещерой Кичигинскою; от Увелки отдалена она две версты. Здесь на ровном полу открывается умеренный земной провал или каменная яма сажени две глубиною и с оной идёт к югу сажень на семь продолжающийся ход; из сего близ прежней ямы другой не столь длинный к западу, но глубже самой ямы и почти сажени четыре книзу, ширина их три от поверхности земли только поларшина
Пещеры сии состоят из белого гипсового камня. Спустясь круто несколько сажен в большую пещеру, найдёшь дно ровное землёю насыпанное, на правой оной стороны не видно в камнях никакого отверстия, кроме в углу между обоих ходов гроту подобного уступа аршина три глубиною и не более двух вышиною, в горе ямою кончающегося, напротив того, на левой или восточной стене представляются две пещеры: переднюю составляет наподобие хлебенной печи сделанное отверстие сажени полторы пространное, по причине висящих камней неравной вышины, от двух до трёх сажен и положение её клонится круто вниз. В конце  заключается она поперечною стеною, на которой в сентябрь, то есть время осматривания, был лед в аршин толщиною, и который, следственно, никогда не растаивает, хотя пещера совсем открыта и лежит насупротив солнечного света; около льду дно пещеры грязно и водою наполнена, что происходит от растаиния льду, над льдом видно в поперечной стороне круглое отверстие, которое мало-помалу больше распространяется; поползши в оное на брюхе не далее сажени, ищешь круглый уступ, в коем по нужде сидеть можно, но дно оного состоит из льду, посредством коего вода промыв себе рытвинку, бежит вниз пространной пещеры; поползши из сего распространяющегося отверстия ещё сажень войдёшь в обширную, аршин одиннадцати со сводами комнату: сажени три высокую, но низвисящие камни делают вышину оной неравную, да и самый пол упавшими камнями так испорчен, что на силу ходить по оным можно. Наконец простирается сия комната вверх к поверхности земли и имеет отверстие, по которому сверху падает в пещеру земля. Пещера сия лежит на восток и из угла продолжаются к северу и северо-востоку ещё две узкие и до половины каменем наполненные ходы.
При конце восточной стены выше показанного большого земного развала находится другая пещера, коей начало саженей полторы пространно и от двух до трёх аршин высоко; простирается оно равно вниз и к югу скривившеюся, кончится сажени три пространною храминою, из которой два узкие ходы в камень продолжаются; первые пространством аршин, но короток, другой же ещё уже, но кажется, что расширяется в пространную комнату который однако же дойти невозможно. Всея пещеры длина не более семи сажен.
В 1898 г. казачий атаман, первый историк Оренбургского казачьего войска, Ф. М. Стариков по призыву Оренбургской Учёной Архивной Комиссии осматривает и подробно описывает пещеру Казачий стан:  
Старожилы посёлка Кичигинского указали на место под названием "Казачий стан", оно находится по почтовому тракту из посёлка Кичигинского в станицу Коельскую на 13 вёрст, на земле графов Мордвиновых, от тракта 30 саж. Место это представляет впадину в длину 25 и ширину 20 саж. имеет две расщелины на глубину 3 саж. На дне одной расщелины имеется вход в пещеру; при входе в неё тянется узкий каменный коридор длиною саж. 8 по сторонам этого коридора расположено 3 грота  от одного до пяти аршин высотую; один из них совершенно сухой, а в двух есть слой льда. Из каждого грота имеется несколько выходов, которые тянутся от одной до трёх саж. вверх стены их из сплошного известковатого камня.
По заявлению тех же жителей, пещеры эти имеют сообщения, как между собою, так и с пещерами находящимися на земле посёлка Коельского, то есть по прямому направлению на 15 вёрст.
В 1926 г., во время экспедиции сотрудников Челябинского музея местного края под руководством директора музея И. Г. Горохова, пещера Казачий стан так же была осмотрена: 
10 июля утром из Николаевки мы выехали к «Высокой дубраве» (прим. гора Красная). Описание Рычкова («Топография Оренбургской губернии») в общем верно. Вход в пещеру находится в глубокой яме, представляющей провал в известняках. Первые гроты, за входом, высоки, причудливых очертаний; много нависших известковых скал, обточенных водой. В расщелинах гнездятся дикие голуби; в гротах много грязи, птичьего помета и местами лежит лед. Проникнуть дальше этих гротов нам не удалось, так как ход из них, идущий в глубь, затоплен водой. 
В 1976 г. юные спелеологи Коркино выполнили с помощью электроразведочной установки ИКС-1 вертикальное электрозондирование пещ. Казачий стан на глубину 160 м. Обработка полученных результатов зондирования показала, что на глубине 30–34 м, а также 50 м, пещера имеет скрытые от людей пустоты. Кроме того, на глубине около 100 м электроразведка зафиксировала обширную зону трещиноватости известняковых пород
1976 г. – Челябинская секция юных спелеологов ЧТЗ (рук. А. В. Соловьёв) в карстовом логу Казачий стан открывает три новые пещеры: Дюймовочка (21/13), Теремок (18/15), Ветровая (37/7).
1979 г. – Коркинская спелеосекция «Орион» (рук. В. В. Цицер) в логу Казачий стан открывает ещё две новые пещеры: Юбилейная 98/9,7) и Гребешковая (36/11,5).
1983 г. – Коркинские спелеологи (рук. А. Ю. Абрамов) почти в самом устье лога Казачий стан открывают и исследуют пещеру Случайная (66/27).
2005 г. – Челябинский спелеолог С. М. Баранов исследует две небольшие карстовые полости на правом берегу р. Увельки выше устья лога Казачий стан: грот Пойменный (4/3,3), пещеру Смородиновая (2,5/1). 

## Животный мир
В пещере можно встретить степных гадюк, комаров, мотыльков и бабочек. В статье упоминается, что в пещере водятся летучие мыши. Пещера используется лисицами и барсуками как постоянное укрытие. 

## Палеонтологические находки
Найдены остатки гигантского оленя и множество костей домашних животных. Обнаружены кости хищников, использовавших пещеру как укрытие: волк, лисицы, бурый медведь. 

## Галерея

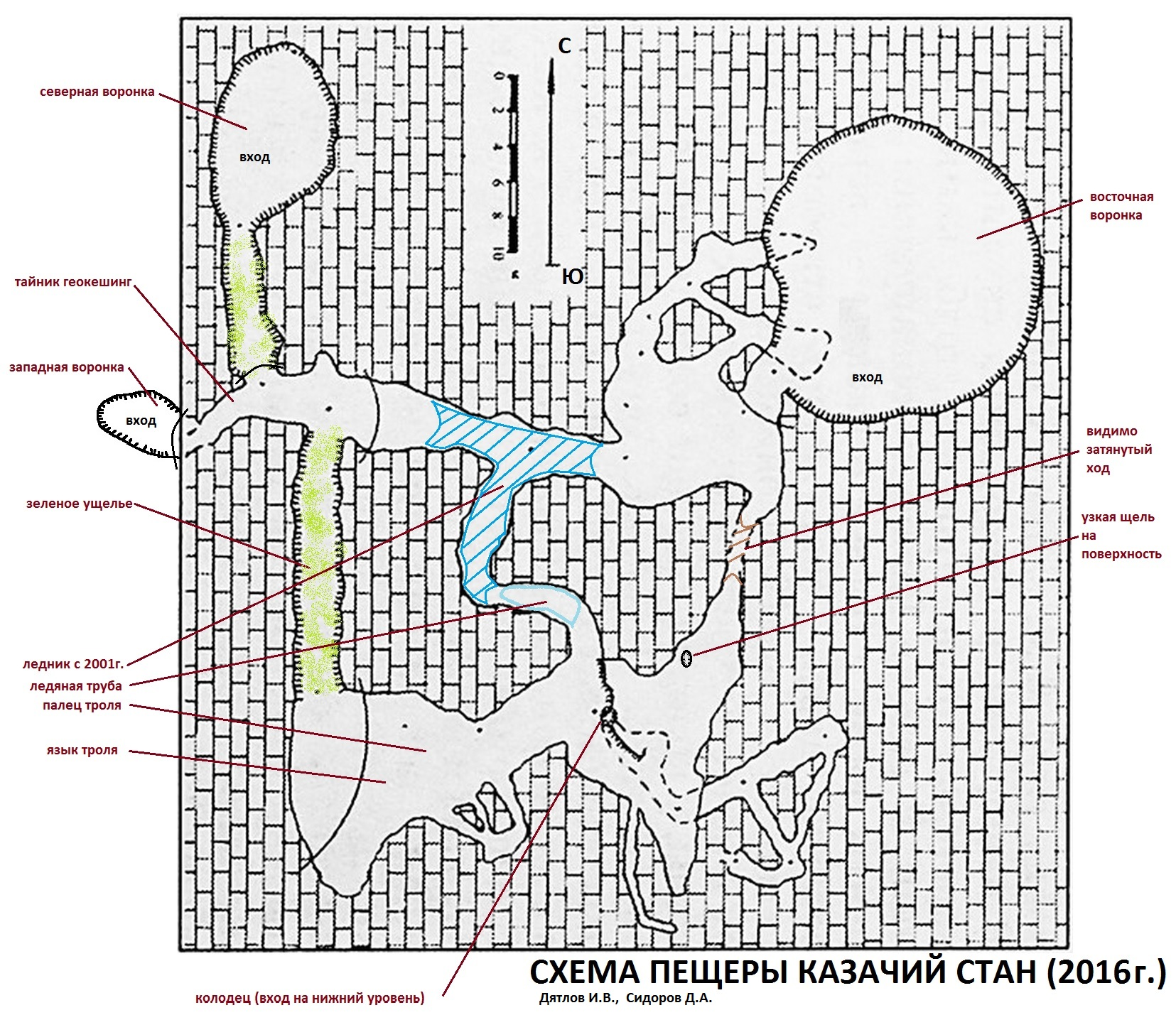
Схема пещеры Казачий стан дополненная Сидоровым ДА
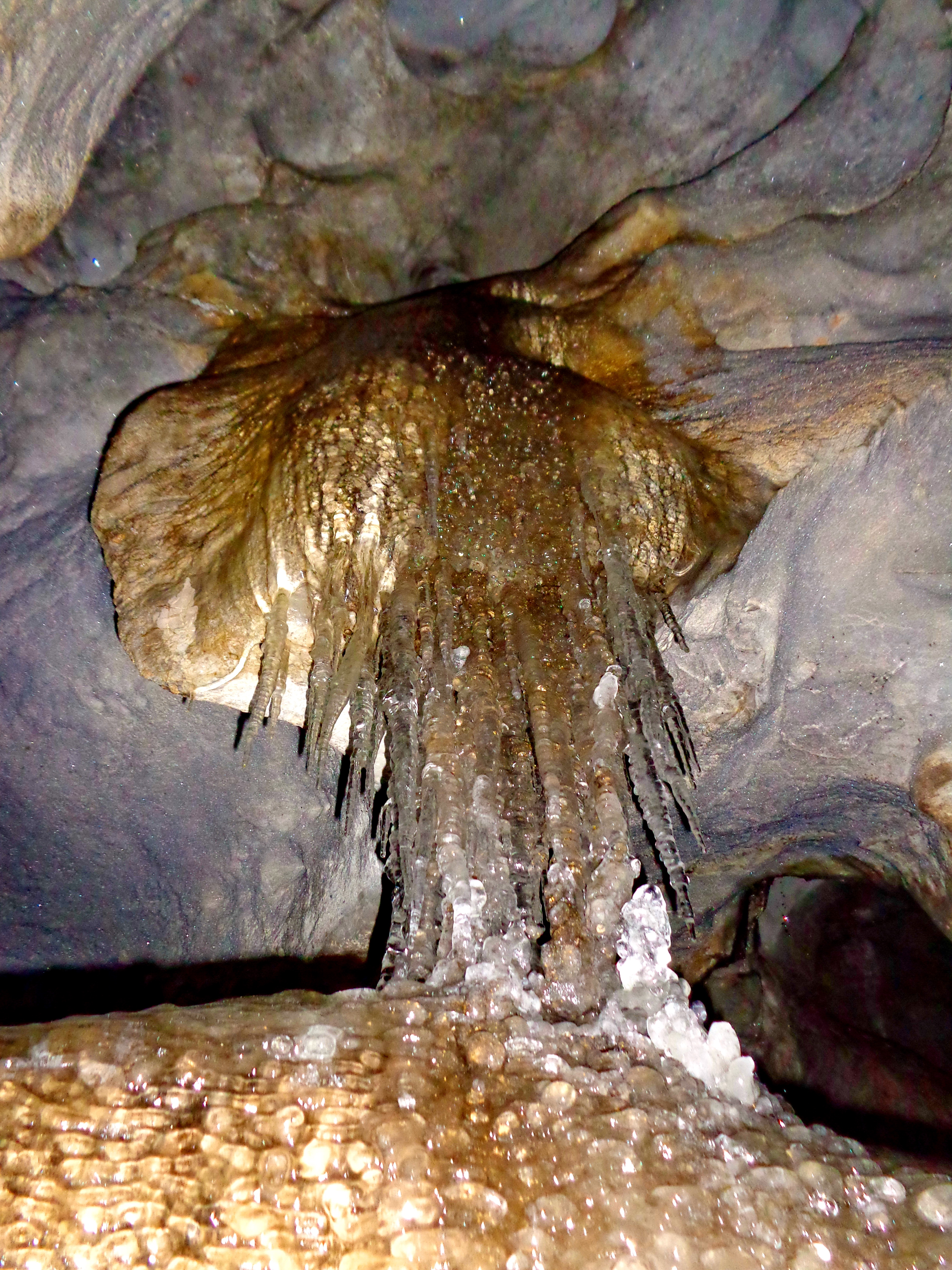
Сосулька в основном гроте пещеры "Казачий стан"
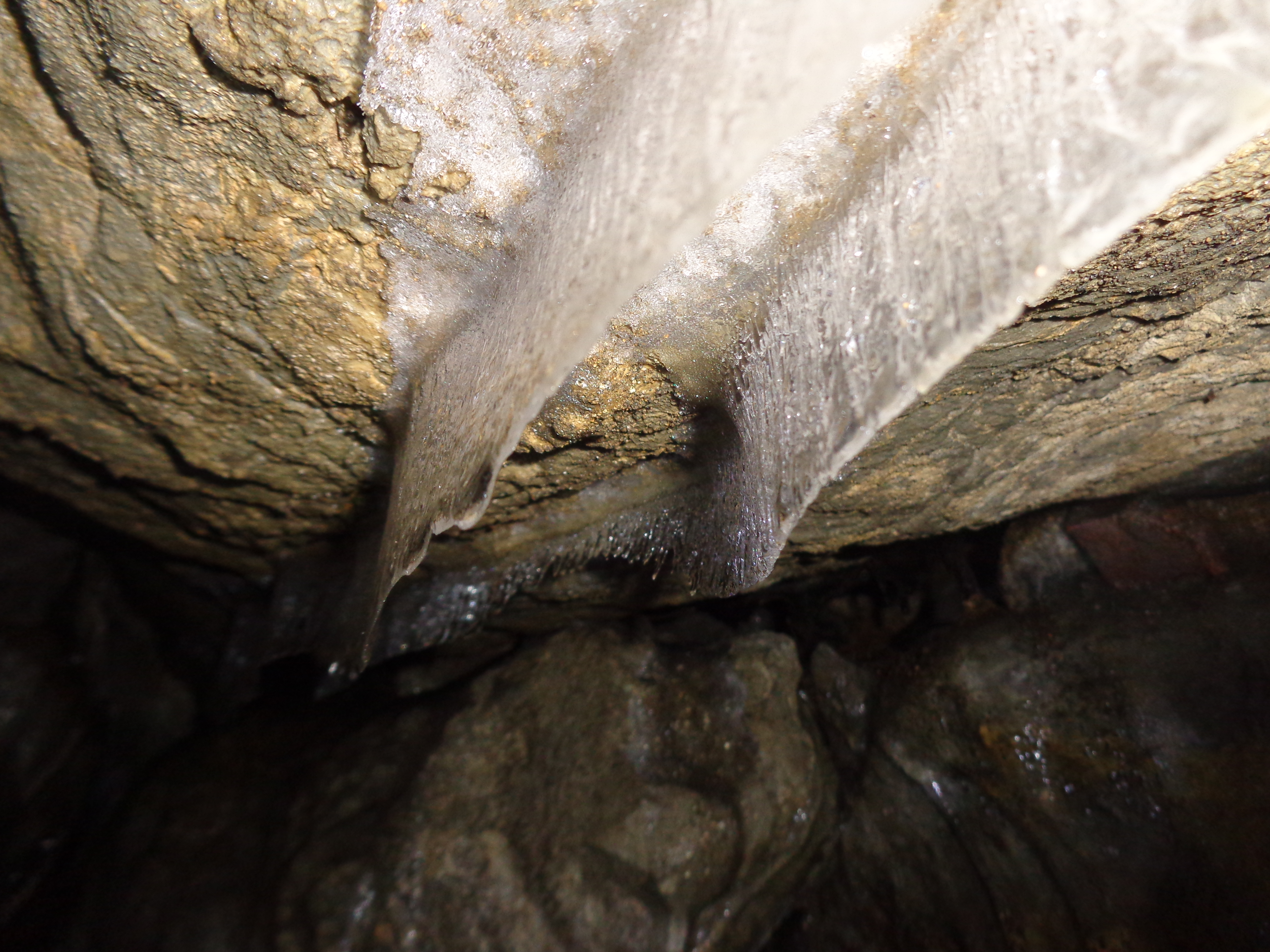
Природное явление, ледяные образования в виде длинных полосок на потолке пещеры "Казачий стан" (Высота полосок 5-7 см, длина более 3 метров)
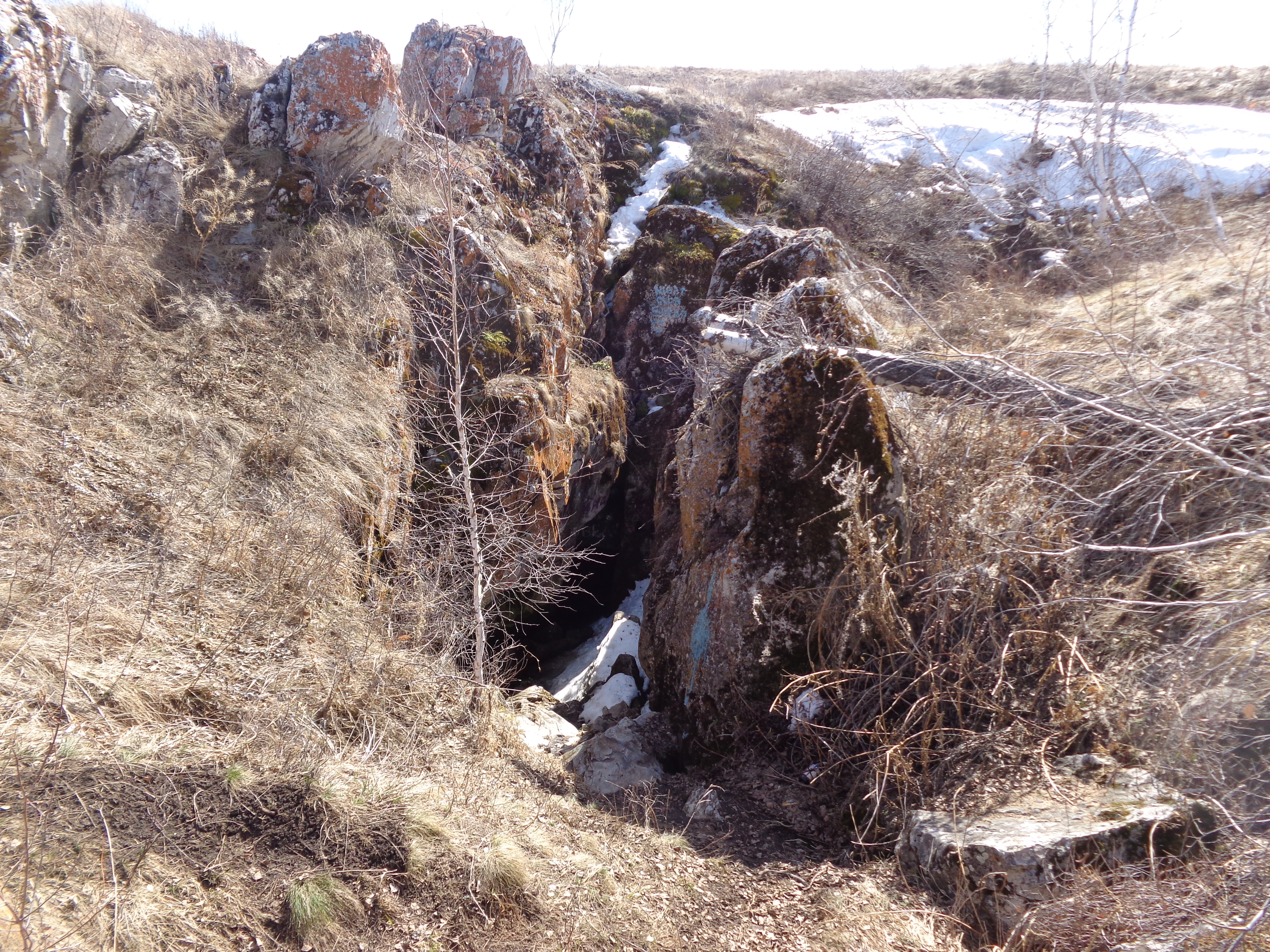
Северная карстовая воронка, основной вход в пещеру "Казачий стан"
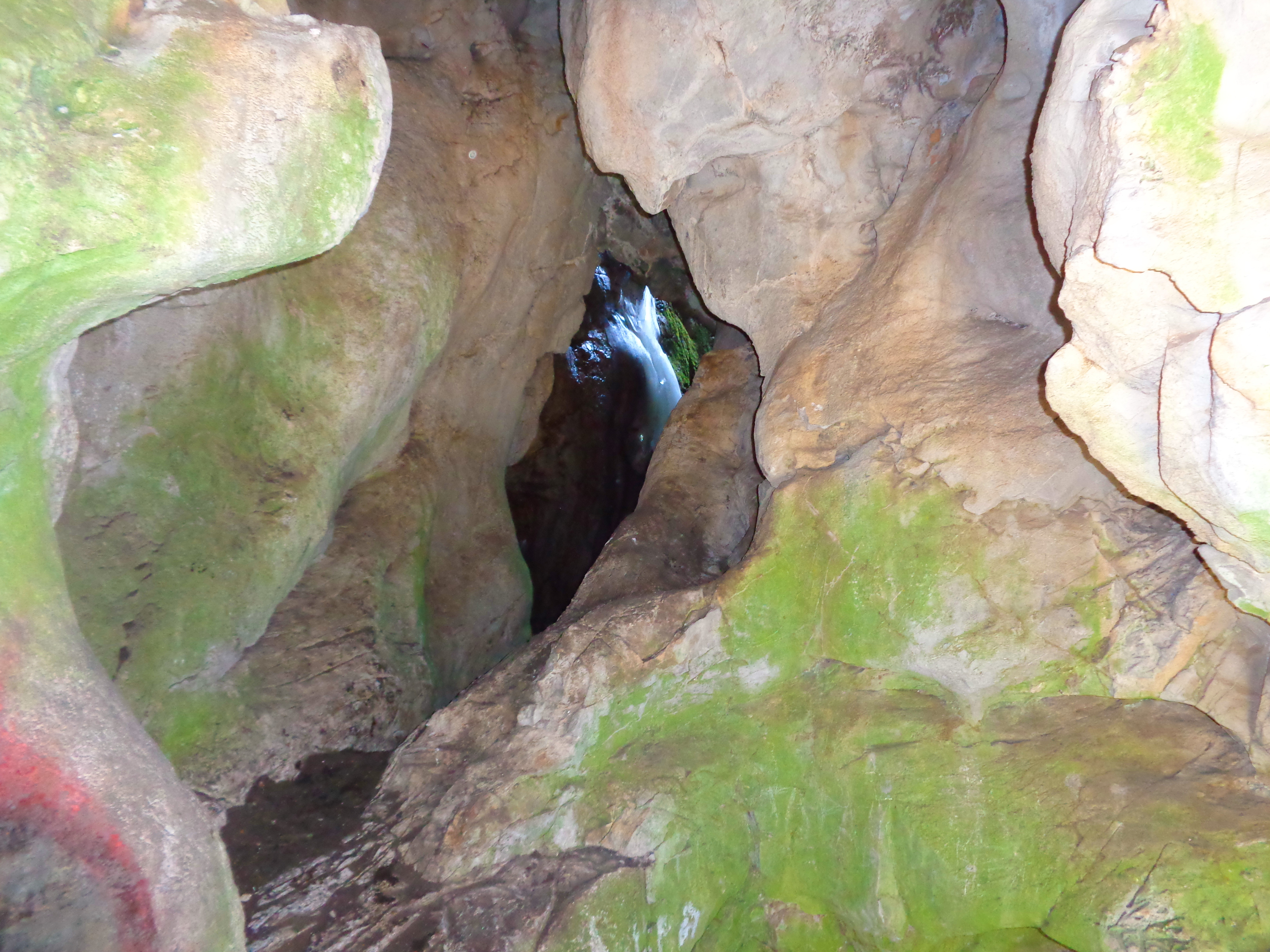
Вид из светлого грота на зеленое ущелье
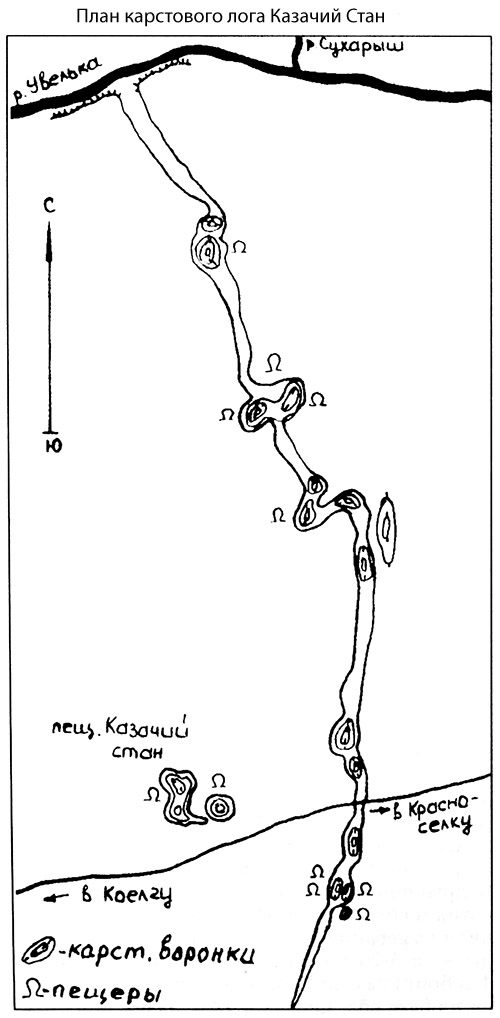
Схема размещения пещер в карстовом логу Казачий стан